# Finnmarksløpet

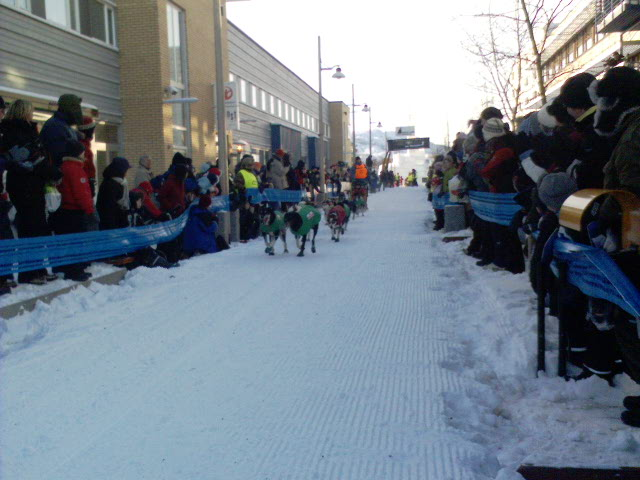
Finnmarksløpet

Finnmarksløpet  bezeichnet das nördlichste Hundeschlittenrennen der Welt.
Es findet seit 1980 alljährlich in Norwegen in der Provinz Finnmark statt und verläuft vom Startpunkt Alta quer über das Finnmarksvidda-Plateau. Das Rennen findet in zwei Varianten statt: 500 km für 8er-Hundegespanne von Alta über Kautokeino nach Karasjok und zurück nach Alta, und 1.200 km für 14er-Hundegespanne von Alta über Kautokeino, Karasjok und Tana bru nach Kirkenes und zurück nach Alta. Es ist berüchtigt für extreme klimatische Bedingungen und sehr schlechte Trails.